# Boyer (Loire)
Boyer é uma comuna francesa na região administrativa de Auvérnia-Ródano-Alpes, no departamento de Loire. Estende-se por uma área de 5,18 km². Em 2010 a comuna tinha 204 habitantes (densidade: 39,4 hab./km²).